# Dares navangensis
Dares navangensis är en insektsart som beskrevs av Bragg 1998. Dares navangensis ingår i släktet Dares och familjen Heteropterygidae. Inga underarter finns listade i Catalogue of Life.